# Dejan Kontrec
Temple de la renommée slovène : 2012
Dejan Kontrec (né le 23 janvier 1970 à Ljubljana en République socialiste de Slovénie) est un joueur professionnel de hockey sur glace slovène.

## Carrière de joueur
Il attaque sa carrière en 1992 à l'HDD ZM Olimpija. En 1997, il part jouer une saison au HK Sportina Bled. Lors de la saison 2003-2004, il part en Autriche dans le club de Lustenau qui évolue en Nationalliga. De 2004 à 2007, il porte les couleurs du HK Slavija. En 2007, il retourne à l'HDD ZM Olimpija qui intègre l'EBE Liga.

## Carrière internationale
Il représente l'Équipe de Slovénie de hockey sur glace dans les différentes compétitions internationales depuis 1993.